# Charline Delporte
Pour les articles homonymes, voir Delporte.
Charline Delporte est une militante et une responsable associative française engagée dans la lutte contre les sectes depuis le début des années 1990. Après avoir été membre puis présidente de l'Association pour la défense des familles et de l'individu (ADFI) pour les régions Nord, Pas-de-Calais et Picardie, elle est, depuis octobre 2014, présidente du Centre national d'accompagnement familial et de formation face à l'emprise sectaire (CAFFES).
Elle a également été élue au conseil municipal de la ville d'Emmerin au sein de l'opposition.

## Engagement contre les sectes
Charline Delporte est entrée dans l'Association pour la défense des familles et de l'individu (ADFI) Nord Pas-de-Calais Picardie en 1989, après que sa fille a rejoint les Témoins de Jéhovah. Elle a tout abandonné et a vendu son magasin de fromages pour se dévouer entièrement à la lutte contre les sectes. Succédant à la fondatrice de l'association dans le Nord Lydwine Ovigneur, Charline Delporte a assuré la présidence de l'ADFI Nord pendant 22 ans et a reçu à ce titre la médaille de chevalier de la Légion d'honneur.
Elle a également créé une association de fait le 10 janvier 1995, pour venir en aide aux personnes ayant quitté le mouvement religieux des Témoins de Jéhovah : la Coordination nationale des victimes de l'organisation des Témoins de Jéhovah (CNVOTJ). Elle a été animatrice de ce réseau informel jusqu'à l'annonce de sa dissolution dans un communiqué en date du 10 mars 2006.
En octobre 2014, l'ADFI Nord Pas-de-Calais Picardie a cessé ses activités et Charline Delporte a pris la présidence d'une nouvelle association ouvrant de nouvelles possibilités au niveau national : le Centre national d’accompagnement familial et de formation face à l’emprise sectaire (CAFFES).
Après les attentats de janvier 2015, Charline Delporte refuse que le CAFFES abandonne la lutte contre les emprises sectaires pour se concentrer sur la radicalisation islamiste et rencontre des difficultés à obtenir des subventions.
Attaquée en diffamation en 2017, elle obtient en 2018 la condamnation de l'association qui l'avait attaquée, l'Institut Heartfulness, en lien avec la secte Shri Ram Chandra Mission.
Elle constate durant la pandémie de 2020 l'augmentation importante du nombre de personnes victimes de gourous de la santé accompagnées face aux dérives sectaires,. Durant l'été 2022, elle signale le rôle de la Covid-19 dans l'importante augmentation des dérives sectaires, alerte sur le désengagement de l'État de la Miviludes et ses conséquences et plaide pour sa transformation en une autorité indépendante pour permettre un travail dans la durée.

## Engagement politique
Constatant qu'il n'y avait qu'une seule liste qui se présentait aux élections municipales 2014 à Emmerin, Charline Delporte a décidé de faire appel aux Emmerinois pour former une seconde liste en distribuant des tracts à partir du 21 février 2014. Trois semaines plus tard, sa liste « Emmerin notre fierté commune » (liste divers droite) était constituée et a obtenu trois élus au conseil municipal avec 30 % des voix.
Cependant, ses relations avec la majorité paraissent plutôt tendues, comme le montre une lettre ouverte adressée à la maire Danièle Ponchaux, à l'issue du Conseil municipal du 30 septembre 2014, avec des mots qui friseraient la diffamation, selon la première magistrate d'Emmerin. Les élus de la majorité lui reprochent notamment « une méconnaissance du fonctionnement des collectivités territoriales ».

## Ses publications
Charline Delporte a publié deux ouvrages sur les Témoins de Jéhovah. En 1996, sa fille faisant à l'époque partie des Témoins de Jéhovah, elle a publié avec l'aide d'une journaliste le livre Gourous, rendez-lui sa liberté. Sa fille a quitté les Témoins de Jéhovah en 2007.
En 1998, elle a également sorti en tant que présidente de l'ADFI Nord Pas-de-Calais Picardie un recueil de témoignages, introduit par une analyse rédigée par des élèves de l'École supérieure de journalisme de Lille, sous le titre Témoins de Jéhovah : Les victimes parlent.